# 岐阜車体工業
岐阜車体工業株式会社（ぎふしゃたいこうぎょう、英: Gifu Auto Body Co., Ltd.）とは、トヨタ車体グループに属する自動車組み立てメーカーである。

## 概要

### 設立から岐阜県内唯一のトラックメーカーへ
十六銀行柳ケ瀬支店の川合利之支店長の紹介で知り合った星野鍵太郎と川島信雄、野尻藤吉が協力し、1940年（昭和15年）10月1日に設立したことが始まりである。
この創業者3名のうち、野尻藤吉は野尻自動車工場、川島信雄は川島ボデー製作所を経営しており、共に当社創業以前からトラックの車体の製造や修理を手掛けていたが、1936年（昭和11年）に公布・施行された「自動車製造事業法」で自動車製造が政府の許可制になり、軍用トラックの生産拡大のために企業合同による再編を進めて自動車産業を育成することが国策とされたことから、事業を統合することになったものである。
ただし、3人の中で最年長であったことから初代社長に就任したとされる星野鍵太郎は、鉄骨工事と軍の砲弾を旋盤で加工する鉄工所の経営と唯一人の車体製造未経験者であった。
設立時の資本金は15万円で本社を岐阜市長森岩戸に置くことになったが、創業時の従業員は社長などの経営陣を含めてもわずか23名であった。
なお、当社設立後も、社長の星野鍵太郎は自分の会社「星野商店」（後の星野鋼機）を別の企業として経営し続けた。
設立から半年もたたない1941年（昭和16年）3月には岐阜市祈年町に月産30台の能力を持つ本社工場を完成させ、トラックの車体を一貫製造する体制を構築し、同年には従業員45名で320台のトラック車体を生産した。
さらに、1943年（昭和18年）には同じ岐阜市内の二軒屋（現・金園町）にあった岐阜合同車体を吸収合併して第2工場とし、岐阜県内唯一の車体メーカーとなった。
こうして岐阜県内では唯一のトラック車体メーカーとなり、KC型と呼ばれる軍用トラックの運転台や荷台といったボディーの製造を行ったが、鋼材不足の深刻化と共に運転台などは大半を木材で作ることになった。
だが現在はトラックは作っていない。

### 戦後の復興
第二次世界大戦中にトラック車体の製造で木材加工を行ったこともあり、その戦後には家具や建具といった木製品の製造を手掛けたこともあった。
だが、トラックは復興にも必要なことから、当時各都道府県毎にあった自動車配給会社から当社本来の製品であったトラック車体の注文が入るようになり、徐々に本業を再開していくことになった。

### トヨタへの取引の始まり
後に当社の一部となる「星野商店」（後の星野鋼機）は、1948年（昭和23年）にプレス機を導入して当社に鋼材やボディー部品を納入するようになり、翌年の1949年（昭和24年）には「トヨタ自動車工業」へプレス加工部品を納入し始め、トヨタグループとの取引が始まることになった。
しかし、バッテリーハンガーやラジエーターグリル等のトラック向けの部品をトヨタから受注したものの、生産技術が低かったため不良品が続出することになった。
そのため、最悪の時には従業員の半数以上が修正作業に従事したことから、売上が以前の約4分の1に落ち込んで赤字となり、給与の遅配が3ヶ月にも及ぶ危機的な状況に陥ることになった。
この様にトヨタとの取引の立ち上がりは大変苦戦したものの、その後の朝鮮戦争に伴う特需の際にはトヨタ自動車工業から軍用トラックを大量受注することに繋がっていった。
なお、この初期の「トヨタ自動車工業」との取引は間接的なもので、直接取引が始まったのは1959年（昭和34年）8月の「T10トレーラー」からであった。
当時、当社が主力としていたトラック車体の製造は、各自動車販売店などから個別に受注する多品種少量生産ものであったことから、当社の経営陣は限界を感じるようになっていった。
そのため、完成車メーカーであるトヨタとの取引拡大に取り組むことになり、生産体制の見直しに着手した。
その一環として、1956年（昭和31年）9月には「星野鋼機」を吸収合併して吹上工場とし、当社はプレス加工を社内に取り込んでトラック車体の金属化に対応する体制を整え始めた。
また、1957年（昭和32年）には、トヨタ車体に鉄製ボディの製造を習得するための研修生を派遣したのを皮切りに、その後設計部門にも実習に行かせるなど、鉄製ボディの自動車生産のノウハウの習得を進めて行った。
こうして得た技術と日本電信電話公社（現・NTT）や日本国有鉄道（現・JR）などの特装車での製造技術を生かし、ランドクルーザーのバンタイプとして販売された「FJ28型」のボディを多く受注することに成功した。
この「ランドクルーザーFJ28型」のボディ生産での実績が認められたことで、「ランドクルーザー」用のトレーラーである「T10トレーラー」を受注することになり、1959年（昭和34年）8月から「トヨタ自動車工業」本体との直接取引が始まることになった。
さらに、「ランドクルーザーFJ28型」をロングホイールベース型である「ランドクルーザーFJ35V型」では設計段階から参画し、単なる製造請負から脱皮していった。
しかし、「ランドクルーザー」の生産を請け負い始めた初期に1台当たり約10万円の損失が生じるような状況が続いたことから「トヨタ自動車工業」側が不審に思い、購買部の担当者を当社に派遣して「ランドクルーザー」を1台分解してその原因を突き止める事態になった。
この解体調査により、当社の見積もりに車の床板という大きな部品が含まれていないことが判明し、トヨタから叱責されたものの、その分を上乗せした発注額へ調整されて採算が合うようになったのみならず、トヨタの直前の決算以降に納入した分については過去の分まで遡って上乗せして支払いを受け、業績悪化の危機から脱することになった。
こうしたトラブルを乗り越えながら、「トヨタ自動車工業」の「ランドクルーザーFJ45V型」の他に小型トラックの「スタウトRK45P型」の生産を行うようになっていった。
その結果、「トヨタ自動車工業」向けが「トヨタ自動車販売」向けを上回るようになり、自動車メーカーの一翼を担う企業へと変貌していくことになった。

### 生産の拡大と工場の移転・拡張
その後、1963年（昭和38年）10月に「ダイナロングボディーRK175型」の生産を開始し、約半年後の1964年（昭和39年）4月に1,000台を達成するなど急速に生産を伸ばした。
こうした急速な生産拡大に対応するため、1960年（昭和35年）10月に羽島郡岐南町に「岐南工場」を完成させてプレス部門の吹上工場を集約し、1967年（昭和42年）10月6日には各務原市に「各務原工場」の第1期分としてプレス工場とボディー工場が完成させた。
その後、「各務原工場」は2・3期の増設工事を進め、1970年（昭和45年）1月には本社・岐阜工場を各務原へ移転させて、当社の本拠地となった。
なお、1967年（昭和42年）には「トヨタ自動車工業」の系列工場間で生産の分担の見直しが行われたため、当社が同社との直接取引を始めた「ランドクルーザー」の生産は終了して「荒川車体工業（現・トヨタ紡織）」へ移管され、代わりに「セントラル自動車（現・トヨタ自動車東日本）」から「ダイナ」のルートバンやダブルキャブの製造が移管されて、「ダイナ」が当社の新たな主力車種となった。
そして、1971年（昭和46年）8月には「ハイエース」の生産を始めた。

### モデルチェンジの立ち上げ失敗とトヨタ生産方式の導入
その後、オイルショックの時も乗り越えて、トヨタ共に生産を維持・拡大していったが、1977年（昭和52年）8月に全面改良（フルモデルチェンジ）した「ダイナ」の新型への生産切り替えが行われると、その立ち上げに失敗して不良品が続出することになった。
この新型への生産切り替えの失敗を解消するため、「トヨタ自動車工業」は生産調査室から4人のスタッフが送り込んで現場の改善に乗り出し、1978年（昭和53年）初め頃までには生産を軌道に乗せることに成功した。
これをきっかけに当社は「トヨタ生産方式」と後に呼ばれるようになったノウハウをトヨタの指導を受けながら取り入れて行くことになった。

### トヨタグループ出身者による経営へ
この様に、トヨタ系のトラック車体の製造を主力とする企業として成長してきたが、「トヨタ自動車」がグループのトラック生産を「日野自動車工業」へ集約する方針を示し始めたことから事業の見直しを迫られることになった。
そこで、1998年（平成10年）に後にトヨタの社長になる渡辺捷昭元町工場長から紹介された同工場工務部長だった栗田鬨雄を参与として招き、2001年（平成13年）に当社第5代社長に就任させ、トヨタグループとの人間関係の強化を図った。
その後も、2007年（平成19年）に就任した第6代社長の中谷克彦、2010年（平成22年）に就任した第7代社長の山田博文とトヨタやトヨタ車体の生産技術出身者が社長を務めている。

## 沿革
- 1940年（昭和15年）10月1日 - 資本金は15万円で本社を岐阜市長森岩戸に「岐阜車体工業株式会社」を設立[1]。
- 1941年（昭和16年）3月 - 岐阜市祈年町に本社工場が完成し、トラック車体の一貫製造体制を構築[4]。
- 1943年（昭和18年） - 岐阜合同車体を吸収合併し、岐阜県内唯一の車体メーカーとなる[4]。
- 1949年（昭和24年） - 「星野商店」（後の星野鋼機）が「トヨタ自動車工業」へプレス加工部品を納入を開始[4]。
- 1956年（昭和31年）9月 - 星野鋼機株式会社を吸収合併[4]。
- 1959年（昭和34年）8月 - 「ランドクルーザー」用の「T10トレーラー」を受注し、「トヨタ自動車工業」との直接取引を開始[5]。
- 1960年（昭和35年）10月 - 羽島郡岐南町に「岐南工場」を完成させてプレス部門の吹上工場を集約する[6]。
- 1963年（昭和38年）10月 - 「ダイナロングボディーRK175型」の生産を開始[6]。
- 1967年（昭和42年）
  - 10月6日 - 各務原市に「各務原工場」第1期が完成（プレス工場とボディー工場）[7]。
  - 「トヨタ自動車工業」の系列工場間の分担見直しで、生産車種が変更となる[7]。
- 1970年（昭和45年）1月 - 本社・岐阜工場を各務原工場内へ移転[7]。
- 1971年（昭和46年）8月には「ハイエース」の生産を開始[8]。
- 2000年（平成12年）10月 - ISO 14001認証を取得。
- 2001年（平成13年） - 元トヨタ自動車元町工場工務部長の栗田鬨雄が第5代社長に就任[9]。
- 2003年（平成15年）3月 - ISO 9001認証を取得。
- 2004年（平成16年）- ダイナの生産を終了。日野自動車羽村工場に完全移管。
- 2006年（平成18年）6月 - OSHMS認証を取得。
- 2007年（平成19年）10月 - 株式交換によりトヨタ車体株式会社の完全子会社となる。
- 2015年（平成27年）7月 - シートトラック事業をトヨタ車体精工株式会社へ譲渡し、車両事業へ専念[10]。
- 2017年（平成29年）1月 - 「コースター」及び｢日野・リエッセⅡ｣（コースターのOEM車種）の生産を開始。

## 事業所
- 本社・本社工場（岐阜県各務原市）
  - 生産車種 - コースター、日野・リエッセII（コースターのOEM車種）、ハイエース（スーパーロング）、ハイメディック（高規格救急車）

## 関連会社
- 株式会社ジー・アイ・サービス
- 株式会社ジービーシー